# Бабуров, Василий Андреевич
Васи́лий Андре́евич Бабу́ров (р. 1971, Москва) — российский архитектуровед, историк архитектуры, урбанист, архитектурный критик.

## Биография
Василий Бабуров родился в 1971 году в Москве.
В 1999 году окончил Московский архитектурный институт (МАрхИ) по специальности «Градостроительство».
Работает в Лаборатории градостроительных исследований.
Публиковался в журналах «Архитектурный вестник», «Проект Россия», «Вокруг Света», «Отечественные записки», ARX, «Современный дом», «Интерьер + дизайн».

### Семья и родственные связи
- Дед — Виктор Вениаминович Бабуров (1903—1977), советский архитектор.
- Отец — Андрей Викторович Бабуров (1937—2012), советский и российский архитектор, урбанист, теоретик архитектуры.
- Двоюродный прадед - Николай Иванович Астров (1868-1934), русский политический и общественный деятель, кадет. Московский городской голова в 1917 г.
- Прапрапрадед - Павел Денисович Кобелев (1793—1877) — генерал-лейтенант, участник Отечественной войны 1812 года.